# Hemileucon
Hemileucon är ett släkte av kräftdjur. Hemileucon ingår i familjen Leuconidae.
Kladogram enligt Catalogue of Life:
| Hemileucon | \| \| Hemileucon bidentatus \| \| \| \| \| \| Hemileucon comes \| \| \| \| \| \| Hemileucon uniplicatus \| \| \| \| |
|            | \| \| Hemileucon bidentatus \| \| \| \| \| \| Hemileucon comes \| \| \| \| \| \| Hemileucon uniplicatus \| \| \| \| |
|            | Alloeoleucon |
|            | |
|            | Americuma |
|            | |
|            | Austroleucon |
|            | |
|            | Bytholeucon |
|            | |
|            | Coricuma |
|            | |
|            | Eudorella |
|            | |
|            | Eudorellopsis |
|            | |
|            | Heteroleucon |
|            | |
|            | Leucon |
|            | |
|            | Nippoleucon |
|            | |
|            | Ommatoleucon |
|            | |
|            | Paraleucon |
|            | |
|            | Pseudoleucon |
|            | |
|            | Hemileucon bidentatus                                                                                               |
|            | |
|            | Hemileucon comes |
|            | |
|            | Hemileucon uniplicatus                                                                                              |
|            | |

|  | Hemileucon bidentatus  |
|  |                        |
|  | Hemileucon comes       |
|  |                        |
|  | Hemileucon uniplicatus |
|  |                        |